# أوجنين ستيبوفيتش
أوجنين ستيبوفيتش (Ognjen Stijepović) (مواليد 22 أكتوبر 1999) هو لاعب كرة قدم محترف من الجبل الأسود يلعب كلاعب خط وسط لنادي إيمولا الإيطالي بالدوري الإيطالي الدرجة الثالثة على سبيل الإعارة من سبيزيا.